# Peter Cárdenas Schulte
Peter David Peabody Cárdenas Schulte (Lima, 15 de mayo de 1951), alías Camarada Alejandro o El Siciliano, es un terrorista y ex-recluso peruano, conocido por haber sido militante de la organización armada Movimiento Revolucionario Túpac Amaru (MRTA), de la cual fue fundador y el segundo al mando; dentro de ella se ocupó de la logística y las finanzas. Fue el ideólogo detrás del uso de las «cárceles del pueblo».

## Biografía

### Actividades antes de la fundación del MRTA
Estudió en el colegio Carmelitas de Miraflores y mostró vocación sacerdotal. En 1974 viajó a Argentina a estudiar en la Universidad de Córdoba. En ese país, Schulte formaría parte de los atentados realizados por el PRT-ERP entre 1974 y 1976, dentro de la cual aprendió tácticas guerrilleras. Tras el golpe de Estado en Argentina de 1976 perpetrado por Jorge Rafael Videla, Schulte fue capturado dos veces. La primera fue en una marcha callejera y en la segunda sucedió por su relación con el asesinato de un policía. Sin embargo, por falta de pruebas, se le dio la opción de dejar el país por lo que optó por regresar al Perú. Tras su regreso a Lima, Schulte entró a trabajar a la fábrica de chocolates El Tigre como supervisor. En su trabajo, Schulte empezó a realizar labor sindical mediante contactos con militantes del Partido Socialista Revolucionario (PSR). Sin embargo, durante el régimen de facto del autodenominado Gobierno Revolucionario de la Fuerza Armada, en 1978 Francisco Morales Bermúdez promulgó un decreto mediante el cual las acciones de la comunidad industrial se volvían individuales y se podían vender, el proyecto de Schulte terminó por fracasar. Ante esto, Schulte viajó a Huancayo, en donde trabajó para una ONG y para la estación Radio Huancavelica. Además fundó un periódico llamado Pucutay. Como delegado del PSR en esa ciudad, Schulte participó en el congreso que dio origen al Partido Socialista Revolucionario-Marxista Leninista (PSR-ML), una escisión del partido. En 1979, Schulte es contactado por Luis Varese para formar el Frente Revolucionario Antiimperialista y por el Socialismo (FRAS). A finales de la década de 1970, fue entrenado en la escuela de cuadros Ñico López de Cuba en tácticas políticas gracias a la relación entre el PSR-ML con el Partido Comunista de Cuba (PCC). En 1980 participó en la Alianza Revolucionaria de Izquierda (ARI). En 1981 se separaría de su esposa, con quien tenía un hijo de nombre Alejandro. Su exesposa retornaría a Argentina con su hijo. Posteriormente, Schulte tendría dos hijos de una segunda pareja.

### En el MRTA
En 1982 funda junto a Víctor Polay Campos el Movimiento Revolucionario Túpac Amaru (MRTA). Entre 1982 y 1984 se dedicó a reclutar nuevos miembros para esta nueva organización mediante el adoctrinamiento ideológico. En 1984 participa en un ataque armado contra la comisaría de Villa El Salvador. Este fue el primer acto formal de la agrupación (véase: acciones terroristas del MRTA). Fue detenido por primera vez en 1988 en el aeropuerto cuando intentó viajar a México con pasaportes falsos junto a Hugo Avellaneda para participar en una reunión política, pero fue liberado en 1989 por falta de pruebas. De esta forma, regresó a su puesto dentro del MRTA. Fue designado como el mando principal de la organización en Lima y se encargó de perpetrar atentados en esa ciudad. Participó del secuestro del empresario de radiodifusión Héctor Delgado Parker y del asesinato del general Enrique López-Albújar Trint. Fue ideólogo de las "cárceles del pueblo" donde se recluía a las personas secuestradas por el MRTA. Solía torturar y enviar fotos de las víctimas a sus familiares para extorsionarlos con montos de dinero que él mismo fijaba.
En 1990, participó en la fuga de Víctor Polay Campos, la cual tuvo lugar a través de un túnel (también fue parte de la liberación de Lucero Cumpa, también militante del MRTA y pareja de Polay Campos). Schulte fue, hasta su arresto, uno de los terroristas más buscados en América Latina. Fue capturado en Lima el 14 de abril de 1992, nueve días después del autogolpe de Fujimori en una casa ubicada en una urbanización de clase media donde también operaba una "cárcel del pueblo". Fue condenado a cadena perpetua. La liberación de Peter Cárdenas fue una de las primeras demandas importantes cuando la Embajada de Japón en Lima fue tomada en 1996 por un comando del MRTA liderado por Néstor Cerpa Cartolini.

### Después del MRTA
En el año 2003, Schulte realizó unas declaraciones donde postuló que tanto él como los demás emerretistas estaban encarcelados por ser "opositores de la dictadura fujimontesinista". Schulte hizo correspondencia con su hijo Alejandro Cárdenas-A. que luego comenzó a entregar el documental Alias Alejandro publicado en 2005 sobre su padre. La película termina con una visita a su padre en la cárcel y está rodada al estilo de una road movie. La película era un proyecto de graduación en la Academia Alemana de Cine y Televisión de Berlín (dffb), el director recibió en 2006 la beca Eberhard Fechner de VG Bild-Kunst.
Tras cumplir 25 años de prisión en un ala de alta seguridad de la Base Naval del Callao Schulte fue liberado en 2015 (la pena de cadena perpetua fue anulada y se sometió a un nuevo proceso en cumplimiento de una sentencia de la Corte Interamericana de Derechos Humanos). El acto ocasionó gran revuelo. Luego de ser liberado, Schulte viajó a Suecia. Periodistas advirtieron que Schulte viajaría a Suecia a disponer del dinero recolectado por el MRTA para financiarse.
En una entrevista a Caretas del 2016, Schulte manifestó su intención de participar en la política a través del partido Frente Amplio. En la entrevista, Schulte manifestó que "Yo pienso venir para hacer política cuando sea necesario. Candidatear, no sé. Ahorita la base es el Frente Amplio, no hay otra cosa". En las elecciones del 2016 apoyó en primera vuelta a Verónika Mendoza y en la segunda vuelta a Pedro Pablo Kuczynski. En las elecciones parlamentarias del 2020, Schulte manifestó su apoyo a candidatos de Juntos por el Perú, Perú Libre y el Frente Amplio. Entre estos estaban Grace Baquerizo (de JP), Gustavo Gora (de PL), Mirtha Vásquez (del FA), Gahela Cari (de JP), Julio Arbizu (de JP), Evelyn Capchi (de JP) y Enrique Fernández (del FA). En las elecciones del 2021, Schulte manifestó su apoyo a Pedro Castillo añadiendo que podría regresar al Perú y hacer política si ganaba Castillo.
En el año 2023, se le inició investigación por autoría mediata y violación de derechos humanos en el caso de la masacre de Tarapoto junto a otros líderes del MRTA.